# 포텐차도
포텐차도(이탈리아어: Provincia di Potenza)은 이탈리아 바실리카타주의 도이다. 도청 소재지는 포텐차이다.

## 지리
면적 6,594.44 제곱킬로미터 (2,546.13 mi2)에 인구는 총 369,538명이다 (2017년 기준). 100개의 코무네 (지역자치단체)로 구성되어 있다.
포텐차도는 몬티키오 같은 산지 호수, 루카네 숲, 몬테 시리노 산괴, 폴리노 국립공원 (칼라브리아와 공유), 마라테아의 티레니아 해안 등 다양한 자연 환경을 가진 것이 특징이다. 가장 큰 도시는 포텐차이며 그 뒤를 이어 멜피가 있다.

## 역사
기원전 272년에, 포텐차도는 로마에 정복되었다. 새로운 지배자들은 이 지역을 루카니아라고 명명했다. 11세기, 당시 노르만인들이 지하던 풀리아 공국의 영토가 되었다. 13세기부터, 나폴리 왕국의 일부가 되었지만, 포텐차는 지역 영주들의 통치 하에 놓여 있었다. 1861년, 나머지 이탈리아 지역과 함께 새롭게 건국된 이탈리아 왕국으로 통일되었다.
포텐차도는 과거서부터 여러 지진으로 피해를 입은 바 있으며, 여전히 지진이 활동 중인 지역이다.